# Sine (popsanger)
 For alternative betydninger, se Sine. (Se også artikler, som begynder med Sine)
Sine Vig Kjærgaard, bedre kendt som Sine, er en pop-sangerinde fra Danmark født i 1993 i Havnbjerg på Als.
Hun startede med at synge som 6-årig i det lokale kirkekor. Som 9-årig ville hun melde sig til musikkonkurrencen Scenen er din på TV2, men forældrene sagde nej. Hun meldte sig dog til programmet i 2007. Hun havde netop vundet en amatørkonkurrence ved den lokale ringridderfest i Sønderborg, og sejren havde hun fået optaget på DVD. Uden forældrenes viden, sendte hun den til TV2, kom med i programmet. Hun endte med at vinde showet med Elvis-sangen "Always On My Mind".
Hun har siden udgivet debutalbummet Colours og turneret i Danmark. Hun har også optrådt i DR's Store Juleshow og sunget den danske version af titelsangen til Disney-filmen Camp Rock samt lagt stemme til hovedrollen i den mexicanske version af High School Musical for Disney.
I 2011 deltog Sine i Dansk Melodi Grand Prix med sangen "You'll Get Me Through".
Hun har gået på Sønderborg Gymnasium og i 2011 flyttede hun til Sønderborg.